# Royal Aircraft Factory B.E.12
Il Royal Aircraft Factory B.E.12 (noto anche come RAF B.E.12) fu un aereo militare monomotore a elica traente, monoposto e biplano, sviluppato dall'azienda aeronautica britannica Royal Aircraft Factory negli anni dieci del XX secolo.
Derivato dal precedente biposto Royal Aircraft Factory B.E.2, era destinato ad equipaggiare gli squadrons del Royal Flying Corps (RFC), nelle prime intenzioni ricoprendo gli stessi ruoli, aereo da ricognizione e bombardiere leggero, del modello originale; tuttavia, data la necessità di disporre di caccia nelle prime fasi della prima guerra mondiale, fu convertito a caccia, peraltro con scarsissimi risultati.
Oltre all'RFC, che operò in territorio britannico, fu dotazione del No. 1 Squadron AFC dell'Australian Flying Corps stanziato in Palestina.

## Storia del progetto
Il B.E.12 fu essenzialmente un B.E.2c modificato che, al posto dell'abitacolo anteriore, integrava un grande serbatoio di combustibile e nel quale l'originale motore RAF 1 da 90 hp, standard per quella versione, venne sostituito dal più potente RAF 4 da 150 hp (112 kW). Generalmente i primi storici dell'aviazione hanno considerato il modello come un tentativo fallito di creare un aereo da caccia derivato dal B.E.2 biposto, esigenza dettata dall'impellente necessità di consegnare un velivolo in grado di contrastare la schiacciante supremazia dei Fokker Eindecker tedesco-imperiali. Benché la tesi fosse stata ripresa ed accreditata più volte come l'unica anche da successivi autori del settore, il britannico J.M. Bruce sottolinea che tale congettura è al massimo semplicistica e non rispondente al contesto storico.
Lo sviluppo del modello era basato sull'adattamento di una cellula di un B.E.2c, appositamente modificata per accogliere un propulsore dalla maggior potenza, il RAF 4a, un 12 cilindri a V raffreddato ad aria che, nelle intenzioni dell'ufficio tecnico, con i suoi 150 hp avrebbe dovuto garantire un notevole aumento nelle prestazioni.
Il processo di conversione che originò il prototipo era già in fase di realizzazione nel giugno 1915, prima cioè che il "Flagello Fokker" avesse storicamente inizio, dato che questo si fa risalire alla prima vittoria, l'abbattimento di un velivolo britannico che stava bombardando l'aerodromo di Douai il successivo 1º agosto, ottenuta da Max Immelmann ai comandi del suo Fokker E.I. Per cui, al momento in cui venne concepito, il B.E.12 non doveva soddisfare l'esigenza di avere capacità offensive in quanto non esisteva ancora una casistica di un velivolo nemico specificatamente realizzato a questo scopo. Inoltre il concetto di realizzare un modello privo di armamento difensivo dovuto alla soppressione della postazione dell'osservatore/mitragliere in funzione di integrare un serbatoio di combustibile supplementare e/o acquisire capacità di bombardamento leggero venne utilizzato su diversi velivoli contemporanei, ad esempio come le versioni bombardiere di Avro 504 e Sopwith 1½ Strutter. In ogni caso non è attendibile ritenere che il B.E.12 fosse stato appositamente prodotto come "risposta" al "Pericolo Fokker".
Alla metà del 1915, un aereo britannico con configurazione traente non poteva essere equipaggiato con un armamento offensivo in caccia in quanto il dispositivo di sincronizzazione Vickers-Challenger sarebbe stato realizzato per la prima volta a dicembre, divenendo disponibile in quantità sufficiente non prima del marzo 1916. L'ultimo modello da caccia monoposto del periodo realizzato dalla Royal Aircraft, l'F.E.8, fu un piccolo ed agile velivolo in configurazione spingente, il che prova se non altro che i suoi progettisti preferirono questa configurazione per rispondere all'esigenza di un caccia che potesse essere efficace.
Il B.E.12 non fu inoltre oggetto di sviluppo particolarmente celere al fine di entrare velocemente in servizio, benché fosse un'operazione relativamente semplice in quanto era da operare una "semplice" conversione da cellule già in fase di produzione. Le prove con il prototipo continuarono per tutto il 1915 e sembra avessero lo scopo principale di sviluppare il nuovo motore RAF 4, in particolare il progetto di un airscope soddisfacente, per risolvere il problema del surriscaldamento, congenito per questa architettura di motore raffreddato ad aria, degli ultimi cilindri. Il modello venne inoltre testato come bombardiere. Era oramai maggio 1916 (quando il periodo di superiorità aerea tedesca del "Flagello Fokker" era terminato), quando fu deciso di equipaggiare il B.E.12 con una mitragliatrice Vickers sincronizzata, dopo che erano state già intraprese prove installando delle mitragliatrici Lewis puntate verso l'alto, una configurazione simile a quella usata dalla versione caccia notturno del B.E.2c.
La variante B.E.12a, che integrava l'ala già introdotta nel B.E.2e, venne portata in volo per la prima volta nel febbraio 1916. Nonostante risultasse più maneggevole del B.E.12 le migliorie furono di poca entità.
Il successivo B.E.12b utilizzava la cellula del B.E.2c ma motorizzata con un motore Hispano-Suiza 8b, un 8 cilindri a V raffreddato a liquido da 200 hp. Concepito come caccia notturno, l'armamento era costituito da mitragliatrici Lewis montate sulle ali al posto delle Vickers sincronizzate. Benché capace di buone prestazioni, venne realizzato in pochi esemplari a causa della priorità data all'utilizzo dello stesso propulsore sull'S.E.5a, ritenuto più urgente, che andarono ad equipaggiare i reparti di difesa aerea del territorio britannico. Probabilmente alcune delle cellule già completate non vennero mai equipaggiate con un motore.

## Versioni
B.E.12
prima versione avviata alla produzione, poco più che una conversione basica dal B.E.2c, equipaggiata con motore RAF 4a. Realizzato in 250 esemplari dalla Daimler più 50 dalla Standard Motors.
B.E.12a
sviluppo che adottava velatura e coda della versione B.E.2e, realizzato in 50 esemplari dalla Daimler Motor Company più altri 50 dalla Coventry Ordnance Works.
B.E.12b
versione rimotorizzata con Hispano-Suiza 8b da 200 hp (149 KW), realizzata in 200 esemplari dalla Daimler Motor Company.

## Utilizzatori
Australia
- Australian Flying Corps

 Regno Unito
- Royal Flying Corps